# Kavečany
Kavečany é um bairro de Košice, a segunda maior cidade da Eslováquia. Está situado no distrito de Košice I, na região de Košice. Tem 10,5 km² de área e sua população em 2018 foi estimada em 1337 habitantes.